# 아키딜로부스속
아키딜로부스속은 아키딜로부스과의 유일속이다.